# Léon Bohn
Pour les articles homonymes, voir Bohn.
Léon Bohn né le 27 janvier 1837 à Bar-le-Duc et mort le 28 décembre 1899 à Paris est un sculpteur français.

## Biographie
Léon Bohn est né le 27 janvier 1837 à Bar-le-Duc (Meuse),. Il étudie à Paris dans l'atelier de Debay fils. Il débute au Salon de 1864 et continue d'exposer pendant 20 ans. Le musée Barrois de Bar-le-Duc conserve quelques-unes de ses œuvres. Il meurt le 28 décembre 1899 à l'hôpital Saint-Joseph dans le 14e arrondissement de Paris.

## Œuvres
- Tête d'enfant. Buste en marbre. Salon de 1864 (no 2509).
- Bacchante. Médaillon décoratif en faïence. Salon de 1868 (no 3427).
- Mercure enfant. Buste en terre cuite. Salon de 1868 (no 3428).
- Portrait de Mme …. Médaillon en terre cuite. Salon de 1872 (no 1560).
- « Tandis que maman cause ». Statue en terre cuite. Salon de 1873 (no 1530).
- La Vierge présentant l'Enfant-Jésus. Bas-relief en terre cuite. Bar-le-Duc, musée Barrois. Ce bas-relief a figuré au Salon de 1873 (no 1531).
- Lorraine (1871). Médaillon en terre cuite. Salon de 1876 (no 3090).
- Folie. Médaillon en terre cuite. Salon de 1876 (no 3091).
- Les Bœufs malades de la peste. Bas-relief. Musée de Bar-le-Duc.
- Jean-Landry Gillon (1788-1856), ancien député de la Meuse. Buste en plâtre. H. 58 cm. Bar-le-Duc, musée Barrois.
- Le Loup. Tête en terre cuite. Salon de 1879 (no 4813).
- L'Agneau. Tête en terre cuite. Salon de 1879 (no 4814).
- La Cigale. Buste en bronze. Salon de 1880 (no 6113).
- La Fourmi. Buste en bronze. Salon de 1880 (no 6114).
- Harpagon. Buste en plâtre. Salon de 1881 (no 3640).
- La Vigne. Buste en terre cuite. Salon de 1881 (no 3641).
- Le Maître d'école. Buste en terre cuite. Salon de 1882 (no 4125).
- L'Écolier. Buste en plâtre. Salon de 1882 (no 4126).
- Marabout. Buste en terre cuite. Salon de 1883 (no 3365).
- Le Coq. Buste en terre cuite. Salon de 1884 (no 3298 bis).